# 손대경
손대경(孫大炅, 1972년 11월 24일 ~ )은 대한민국의 외과 전문의 및 의학박사이다. 현재, 국립암센터 헬스케어플랫폼센터장과 대장암센터 전문의, 국립암센터 국제암대학원대학교 암관리학과 겸임교원을 겸하고 있다.

## 학력
- 1991 ∼ 1997 서울대학교 의과대학 의학과 학사
- 2003 ∼ 2005 충북대학교 대학원 의학과 석사
- 2006 ∼ 2011 충북대학교 대학원 의학과 박사

## 주요 경력
- 1997-03 ∼ 1998-02 서울대학교 병원 인턴
- 1998-03 ∼ 2002-02 서울대학교 병원 외과 레지던트
- 2002-03 ∼ 2003-02 국립암센터 암예방검진센터 전임의
- 2003-03 ∼ 2004-02 국립암센터 암예방검진센터 의사
- 2004-03 ∼ 2009-01 국립암센터 대장암센터 의사직
- 2004-03 ∼ 2009-01 국립암센터 암예방검진센터 의사직
- 2008-01 ∼ 2008-12 Massachusetts General Hospital 미국연수
- 2009-02 ∼ 2019-01 국립암센터 대장암센터 전문의
- 2009-02 ∼ 2015-02 국립암센터 대장암연구과 선임연구원
- 2009-02 ∼ 현재 국립암센터 암예방검진센터 전문의
- 2012-01 ∼ 현재 국립암센터 외과 전문의
- 2012-03 ∼ 2017-02 국립암센터 의공학연구과 과장
- 2014-10 ∼ 2019-01 국립암센터 대장암센터 센터장
- 2015-03 ∼ 2017-02 국립암센터 대장암연구과 책임연구원
- 2017-03 ∼ 2019-01 국립암센터 혁신의료기술연구과 과장
- 2018-01 ∼ 2019-01 국립암센터 의공학과 과장
- 2018-03 ∼ 현재 국립암센터국제암대학원대학교 암관리학과 겸임교수
- 2019-02 ∼ 현재 국립암센터 대장암센터 전문의
- 2019-02 ∼ 2021-08 국립암센터 융합기술연구부 수석연구원
- 2019-02 ∼ 현재 국립암센터 헬스케어플랫폼센터 센터장
- 2019-02 ∼ 2019-10 국립암센터 혁신기술과 혁신기술과장
- 2019-11 ∼ 2022-02 국립암센터 혁신기술과 수석연구원
- 2021-09 ∼ 2022-02 국립암센터 의공학연구과 수석연구원
- 2022-03 ∼ 현재 국립암센터 의공학연구과 영년제 수석연구원
- 2022-03 ∼ 현재 국립암센터 혁신기술과 영년제 수석연구원

## 수상, 서훈 및 표창
- 2008 우수 SCI논문 저작상 - 국립암센터
- 2010 국가 암관리 사업 - 보건복지부장관 표창 - 보건복지부
- 2012 2011년 최다제안상 - 국립암센터

## 논문
- 2022년 현재 202편(SCIE = 174, 기타 = 28)

## 저서
- 2017 《외과학 (Textbook of Surgery)》 - 대한외과학회
- 2018 《Practice and Principles in Therapeutic Colonoscopy》 - Springer